# کلیفتون (کارولینای جنوبی)
کلیفتون(به انگلیسی: Clifton) شهری در ایالت کارولینای جنوبی کشور ایالات متحده آمریکا است که جمعیت آن در سرشماری سال ۲۰۱۰ میلادی، ۵۴۱ نفر بوده‌است.